# Hotel Kaiserhof (Tanga)

Anzeige des Hotels Kaiserhof in der Deutsch-Ostafrikanischen Zeitung, 1907

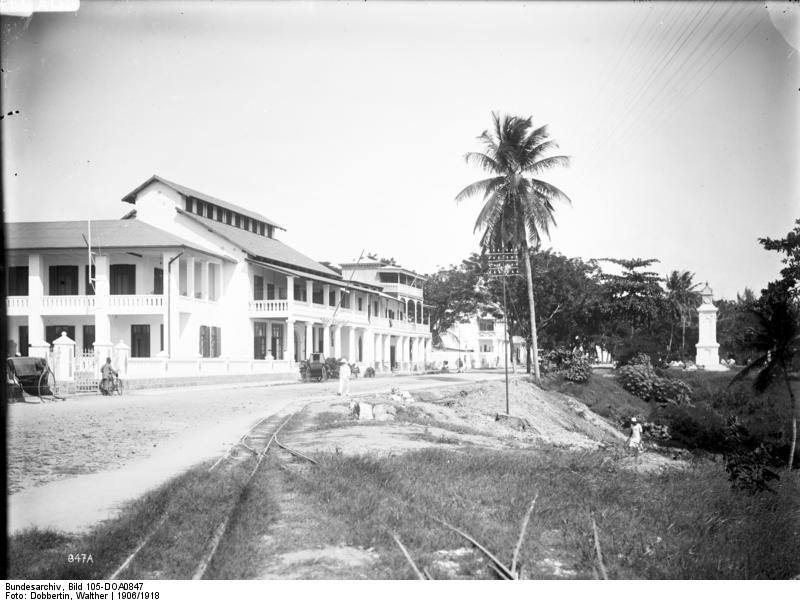
Hotel Kaiserhof in Tanga, Aufnahme von Walther Dobbertin (vor 1916)

Das Hotel Kaiserhof war ein deutsches Hotel in der zu Deutsch-Ostafrika gehörenden Küstenstadt Tanga.

## Geschichte
Bis zur Eroberung Tangas durch die Briten 1916 war der Kaiserhof das kulturelle Zentrum Tangas. Hier trafen sich die in der Stadt lebenden Deutschen, um Feste zu feiern und Einladungen zu geben. - Weitere koloniale Hotels gleichen Namens existierten in Daressalam und Kigoma.:297
Das ehemalige Hotelgebäude war auch in den 2010er Jahren noch immer in Tanga zu sehen. Es liegt an der Independance Avenue, der ehemaligen Kaiserstraße.

## Erster Weltkrieg
Während der Schlacht bei Tanga wurde der „Kaiserhof“ am 14. November 1914 kurzzeitig von britischen Streitkräften eingenommen und der Union Jack auf dem Dach gehisst. Das Hotel musste jedoch später wieder aufgegeben werden, als sich die britischen Expeditionsstreitkräfte zurückzogen.